# Carlo de Reuver
Carlo de Reuver (Rotterdam, 29 januari 1995) is een Nederlands voormalig voetballer die doorgaans speelde als spits. Tussen 2012 en 2025 was hij actief voor Excelsior, Helmond Sport, VV Capelle en DCV.

## Clubcarrière
De Reuver begon in het seizoen 2012/13 in de A1 van Excelsior. Op 8 februari 2013 maakte hij zijn debuut in het eerste elftal van de club, toen hij tegen MVV Maastricht in de eenenzestigste minuut inviel voor Darren Maatsen. Vier minuten later gaf hij een assist voor een goal van Niels Vorthoren.. De Reuver maakte op 2 november 2014 zijn eerste doelpunt in het betaald voetbal, tijdens een wedstrijd in de Eredivisie tegen AZ. Een week later maakte hij vlak voor tijd de gelijkmaker in een wedstrijd thuis tegen FC Utrecht.
Excelsior verhuurde De Reuver in augustus 2015 voor een jaar aan Helmond Sport. Nadat hij hiervan terugkeerde, kwam hij in de eerste helft van het seizoen 2016/17 niet aan spelen toe. Hierop werd hij in januari 2017 verhuurd aan vv Capelle. Medio 2018 verkaste hij naar DCV. De Reuver besloot in de zomer van 2025 op dertigjarige leeftijd een punt achter zijn actieve loopbaan te zetten.

## Clubstatistieken
| Seizoen | Club            | Competitie     | Competitie | Competitie | Beker | Beker | Internationaal | Internationaal | Totaal | Totaal |
| Seizoen | Club            | Competitie     | Wed.       | Dlp.       | Wed.  | Dlp.  | Wed.           | Dlp.           | Wed.   | Dlp.   |
| ------- | --------------- | -------------- | ---------- | ---------- | ----- | ----- | -------------- | -------------- | ------ | ------ |
| 2012/13 | Excelsior       | Eerste divisie | 8          | 0          | 0     | 0     | —              | —              | 8      | 0      |
| 2013/14 | Excelsior       | Eerste divisie | 1          | 0          | 0     | 0     | —              | —              | 1      | 0      |
| 2014/15 | Excelsior       | Eredivisie     | 9          | 3          | 3     | 1     | —              | —              | 12     | 4      |
| 2015/16 | → Helmond Sport | Eerste divisie | 22         | 2          | 2     | 1     | —              | —              | 24     | 3      |
| 2016/17 | Excelsior       | Eredivisie     | 0          | 0          | 0     | 0     | —              | —              | 0      | 0      |
| 2016/17 | → vv Capelle    | Derde divisie  | 10         | 2          | 0     | 0     | —              | —              | 10     | 2      |
| Totaal  | Totaal          | Totaal         | 50         | 7          | 5     | 2     | 0              | 0              | 55     | 9      |